# Tipula trypetophora
Tipula trypetophora är en tvåvingeart som beskrevs av William George Dietz 1919. Tipula trypetophora ingår i släktet Tipula och familjen storharkrankar. Inga underarter finns listade i Catalogue of Life.